# Divine Comédie illustrée par Botticelli
La Divine Comédie illustrée par Botticelli est un manuscrit ancien contenant le texte de la Divine Comédie et dont l'illustration a été entamée par Sandro Botticelli. De nos jours, tous les feuillets sont détachés, 84 d'entre eux sont conservés au Kupferstichkabinett de Berlin et huit autres à la Bibliothèque apostolique vaticane.

## Historique
Un manuscrit anonyme de 1540 indique que Lorenzo di Pierfrancesco de Médicis, cousin de Laurent de Médicis, commanda un manuscrit enluminé de la Divine Comédie. Il fit appel au copiste Niccolò Mangona pour écrire le texte et à Sandro Botticelli pour l'illustrer. La date de la commande n'est pas connue mais remonte sans doute au milieu des années 1480. L'oeuvre est laissée inachevée sans doute au milieu des années 1490,.  
Botticelli avait peut-être déjà illustré précédemment la Divine Comédie. En effet, en 1481, Cristoforo Landino fit paraître la première édition imprimée du poème avec des illustrations gravées par Baccio Baldini. Selon Giorgio Vasari, ce dernier n'aurait fait que reprendre des dessins de Botticelli. 
La trace du manuscrit est perdue rapidement après. D'après les indications contenues dans les feuillets du Vatican, ce fragment de huit feuillets appartenait en 1632 à Alexandre Petau à Paris. Il fut acquis en 1650 pour les collections de Christine de Suède. Le manuscrit arriva à Rome après son abdication et son installation dans la ville en 1668. À sa mort, le cardinal Decio Azzolino hérita de sa collection qui fut acquise par les cardinaux Pompeio Azzolini puis Pietro Ottoboni. Ce dernier devint pape sous le nom d'Alexandre VIII. Ils sont désormais conservés à la Bibliothèque apostolique vaticane.
Les feuillets de Berlin se trouvaient en 1803 chez le libraire parisien Molini, lui-même originaire de Florence. En 1819, ils appartenaient au collectionneur écossais Alexander Hamilton, 10e duc de Hamilton. Les collections du Hamilton Palace furent vendues aux enchères en 1882 chez Sotheby's. Elles furent acquises pour le compte des Musées d'État de Berlin. Après la Seconde Guerre mondiale, les feuillets sont à nouveau dispersés entre l'Allemagne de l'Est et l'Allemagne de l'Ouest. Ceux de l'Est sont considérés comme perdus jusqu'en 1993. Ils sont de nouveau rassemblés après la réunification allemande.

## Description
Le manuscrit contenait le texte intégral de la Divine Comédie de Dante Alighieri, c'est-à-dire les 34 chants de l'Enfer, les 33 du Purgatoire et les 33 du Paradis. Il restait cependant inachevé car il ne contenait ni les lettrines ornées, ni la rubrication, c'est-à-dire l'écriture de certains mots en rouge. Le manuscrit était illustré d'une miniature pour chaque chant, qui était placé au verso de chaque feuillet, en vis-à-vis du texte. Seuls les chants 31 et 33 du paradis n'étaient pas illustrés. L'ouvrage contenait par ailleurs une carte de l'Enfer en introduction ainsi qu'une représentation de Lucifer après le chant 34 de l'Enfer. Le manuscrit contenait donc à l'origine 100 miniatures. Aujourd'hui, 8 feuillets ont été perdus avec 8 dessins illustrant les chants 2,3,4,5,6,7,11,14 de l’Enfer,.
L'ouvrage a été fabriqué dans un format inhabituel pour l'époque, à l'italienne. Chaque dessin a d'abord été tracé à la pointe d'argent. Une grande partie des dessins est restée dans cet état. Un certain nombre de dessins a été encré. Mais seuls quatre dessins ont été partiellement colorés : les illustrations des chants 10, 15 et 18, ainsi que le plan de l'Enfer en introduction. Ce dernier dessin est d'ailleurs le seul vraiment achevé, avec plusieurs couleurs et même de la feuille d'or.

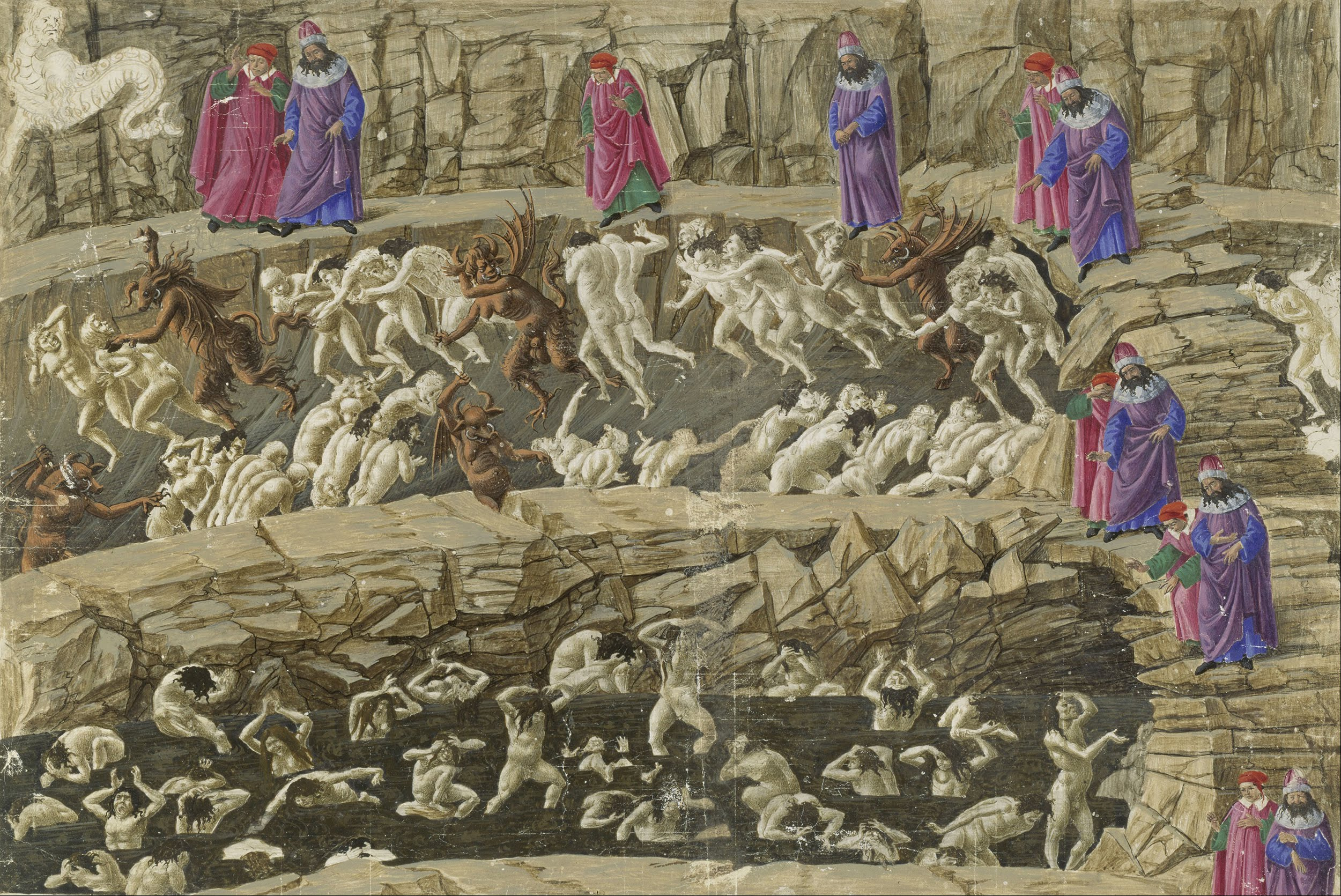
Illustration du chant 18 de l'Enfer, pointe d'argent, encre et détrempe.
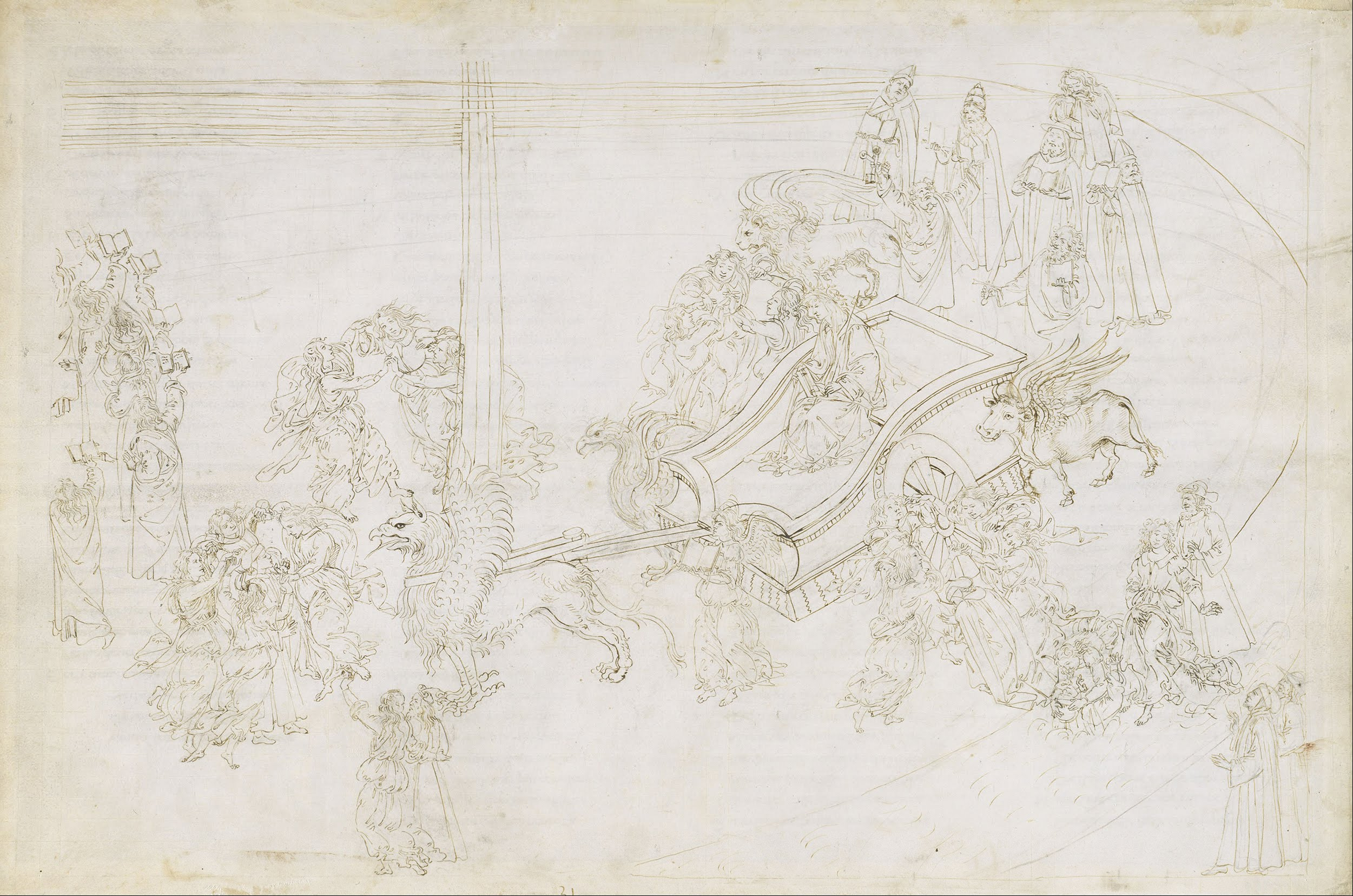
Illustration du chant 31 du Purgatoire, pointe d'argent et encre.
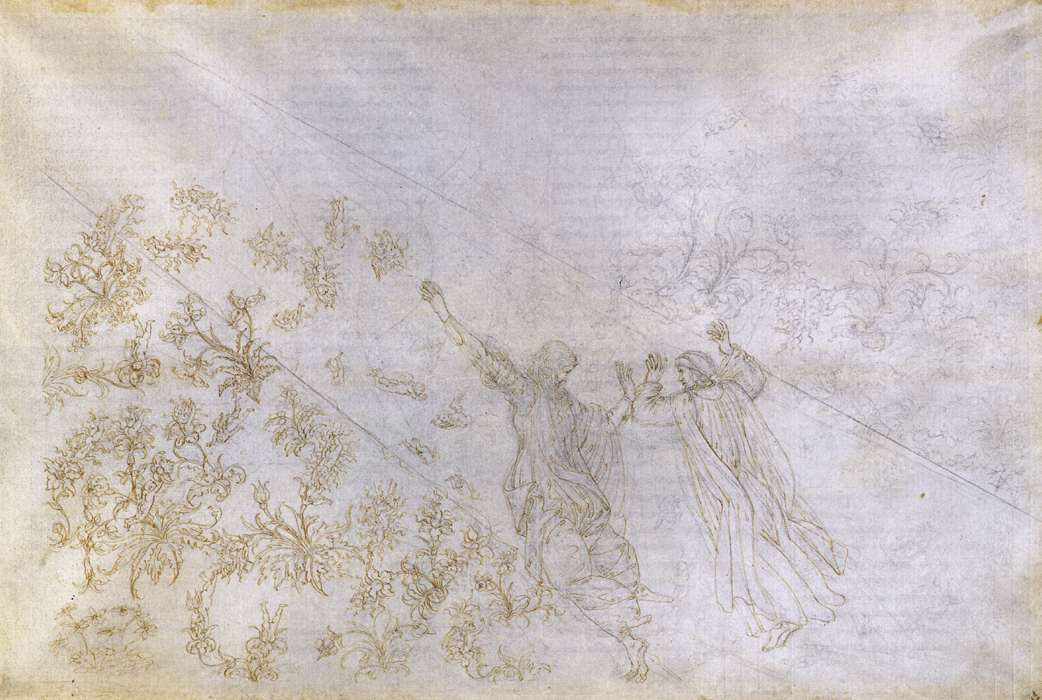
illustration du chant 30 du Paradis, pointe d'argent.

## Postérité de l'œuvre
- L'ensemble des dessins ont été exposés, pour la première fois réunis, au cours d'une exposition temporaire dans les écuries du Palais du Quirinal à Rome en 2000[4].
- La Carte de l'Enfer est évoquée dans le livre Inferno de Dan Brown.

### Filmographie
- L'enfer de Dante vu par Botticelli, documentaire de Claude Reboul, CNDP, 1964, 23 min.
- L'Enfer de Botticelli, documentaire de Ralph Loop, Medeafilm, 2016, 96min.